# Voisin III
 Voisin III  a fost un avion militar francez construit de către Fabrica de avioane Voisin. A fost folosit ca avion de recunoaștere, vânătoare și bombardament în prima parte  Primului Război Mondial, ulterior fiind folosit ca avion de recunoaștere și de școală.
Avionul Voisin III s-a aflat în înzestrarea escadrilelor din organica Corpului Aerian din Armata României, la începutul campaniei din anul 1916 fiind în evidență un număr de 8 bucăți în stare operațională.:Anexa 10 :pp. 85-125

## Principii constructive
Voisin III a fost proiectat într-o configurație biplan cu aripi egale, având elice propulsivă (dispusă în spatele motorului). Motorul era de tip Canton, răcit cu apă, de 130 CP. Avionul avea ampenaje clasice, cu un stabilizator dispus în partea posterioară și o direcție care se prelungea sub stabilizator. Carlinga, care conținea motorul și spațiul pentru echipaj, era amplasată între aripi. Trenul de aterizare era compus din două perechi de roți simple în față și o bechie cu patină în spate. Avionul era destinat pentru misiuni de recunoaștere și bombardament, dar putea fi dotat și cu o mitralieră. :pp. 89-92